# Altstadtstraße 22 (Eppingen)

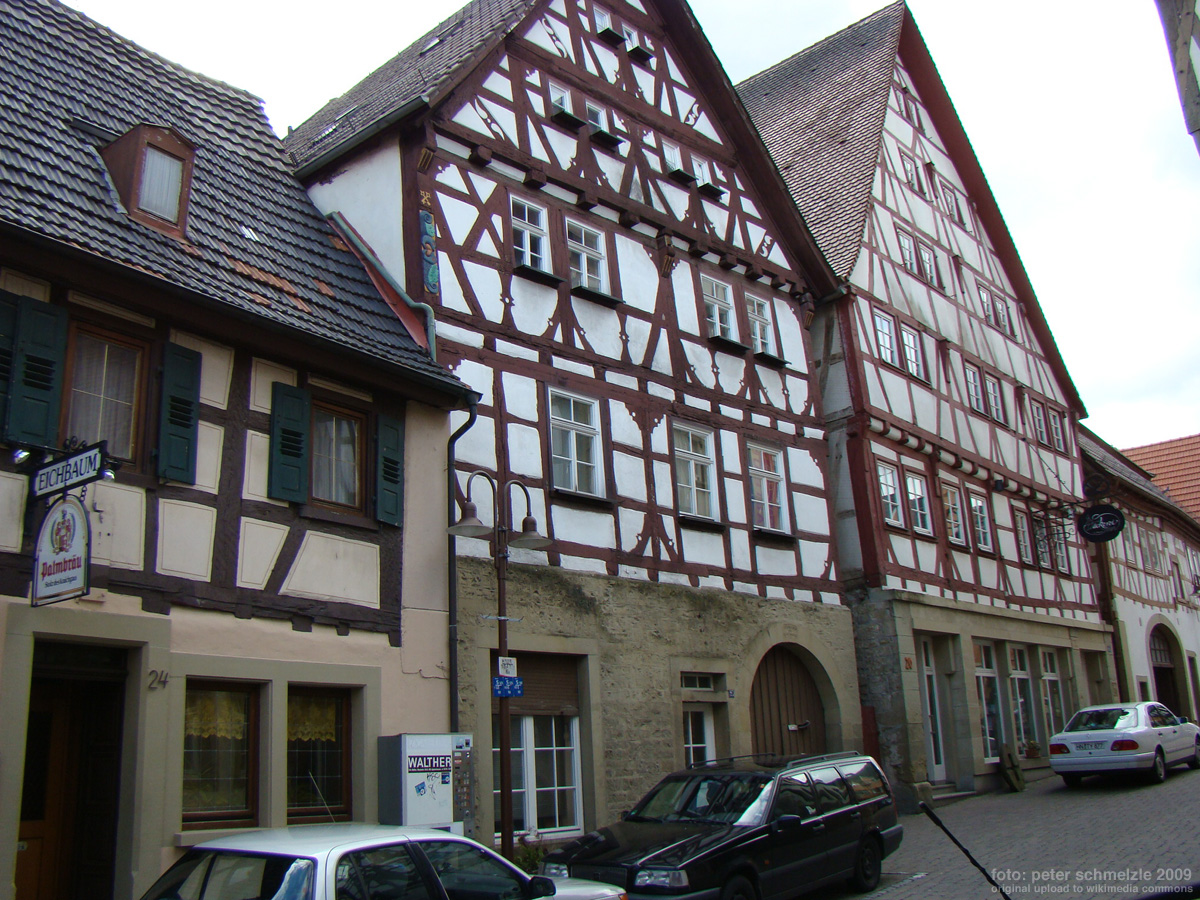
Fachwerkhaus Altstadtstraße 22 (Mitte) in Eppingen

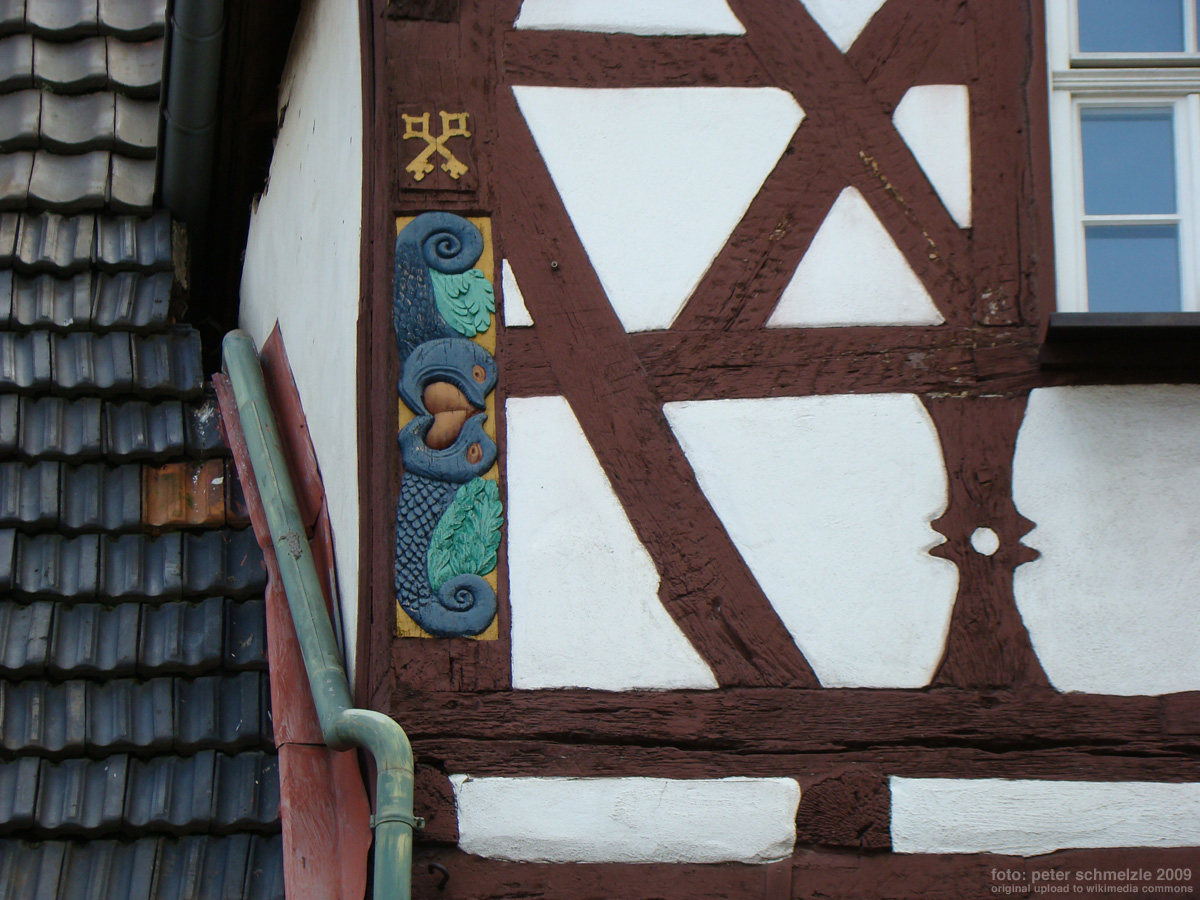
Schnitzwerk mit Delfinen

Das Haus Altstadtstraße 22 in Eppingen, einer Stadt im Landkreis Heilbronn im nördlichen Baden-Württemberg, ist ein Ende des 16. Jahrhunderts errichtetes Fachwerkhaus im Kraichgau. Das Gebäude in der Altstadtstraße ist als Kulturdenkmal geschützt.

## Baubeschreibung
Das Haus wird wegen seines farbigen Schnitzwerks (am linken Eckständer des oberen Fachwerkstockes) mit der Darstellung von Delfinen auch Delfine-Haus genannt. Farbig hervorgehoben sind unter gekreuzten Schlüsseln zwei Delfine dargestellt, die ein rotes Herz umfassen.
Das Fachwerkhaus der Renaissance besitzt zwei Wohngeschosse und drei Dachgeschosse. Es wirkt schlank und zierlich, seine Kennzeichen sind der Fränkische Mann und kurze Fußstreben. Der zweite Stock steht bündig über dem ersten und der untere Dachstock mit sichtbaren Balkenköpfen kragt vor. Der zweite und dritte Dachstock steht weniger vor.